# Даниил Стадников
Даниил (Данаил) Йоаникиевич Стадников е български учител, деец на късното Българско възраждане в Македония.

## Биография
Роден е в 1851 година в село Конгаз, Бесарабия.
Преподава история, българска словесност, всеобща история и география в Солунската българска мъжка гимназия в 1886 – 1893 година.
Умира в София в 1927 година.